# Hemiodus tocantinensis
Hemiodus tocantinensis är en fiskart som beskrevs av Langeani, 1999. Hemiodus tocantinensis ingår i släktet Hemiodus och familjen Hemiodontidae. Inga underarter finns listade i Catalogue of Life.